# Долни Бошняк
До̀лни Бошня̀к е село в Северозападна България. То се намира в община Видин, област Видин.

## История
По време на колективизацията в града е създадено Трудово кооперативно земеделско стопанство „Петолъчка“.

## Население
Преброяване на населението през 2011 г.
Численост и дял на етническите групи според преброяването на населението през 2011 г.:
|                     | Численост | Дял (в %) |
| Общо                | 68        | 100,00    |
| Българи             | 44        | 64,70     |
| Турци               | 0         | 0,00      |
| Цигани              | 0         | 0,00      |
| Други               | 0         | 0,00      |
| Не се самоопределят | 0         | 0,00      |
| Неотговорили        | 24        | 35,29     |

## Културни и природни забележителности
На 3 км западно се намира Алботински скален манастир

## Редовни събития
5 и 6 май – празник на селото (Събор)